# Bartosz Zaskórski
Bartosz Zaskórski (ur. 1987 we Włoszczowie) – polski rysownik, twórca filmów, komiksów, obiektów rzeźbiarskich, słuchowisk i muzyki elektronicznej. Pochodzi ze wsi Żytno. Absolwent Akademii Sztuk Pięknych w Katowicach. Doktorat na ASP w Krakowie. Od 2018 pracuje jako asystent na Uniwersytecie Komisji Edukacji Narodowej w Krakowie, gdzie od 2023 prowadzi autorską Pracownię Ilustracji i Komiksu. Jako muzyk posługuje się pseudonimem Porosty (dawniej Mchy i Porosty).
Poza sztukami wizualnymi i muzyką, zajmuje się również pisaniem artykułów do czasopism i tworzeniem tekstów kuratorskich. Publikował m.in. w półroczniku „Elementy. Sztuka i Dizajn” („Życieńska masakra piłą mechaniczną”), piśmie „Linia prosta” („Imperium, gnoza, punk”), magazynie „Szum” („Triumf. Wieś. Dionizje”). Stworzył teksty kuratorskie do takich wystaw, jak „C12H22O11” Karoliny Konopki w Mysłowickim Ośrodku Kultury, „Czasem jestem dziwna jak miasto” Magdaleny Sawickiej i Bolesława Chromrego w Galerii Szara, „Igrzyska” Karola Gawrońskiego w Galerii Sztuki Pałacu Kultury Zagłębia, „Z buta wjeżdżam” Michała Malińskiego i Pawła Zięby w Trafostacji.
O jego twórczości pisali m.in. Olga Drenda („Szum”), Piotr Policht („Szum”), Anna R. Burzyńska („Teatr”), Stach Szabłowski („Przekrój”), Magdalena Dubrowska („Gazeta Wyborcza”), Bartek Chaciński („Polifonia”). Był gościem programu „Antyfonie” na TVP Kultura.

## Twórczość wizualna
Tworzy rysunki czarno-białe, precyzyjne, wykonane tuszem lub cienkopisami. Często łączy różne środki, plastyczne i dźwiękowe, operując w pracach wieloma mediami, np. w cyklu Wsie (2014-2017), w ramach którego zrealizował słuchowiska i towarzyszące im filmy wideo. Praca Wsie została zakupiona w 2018 do kolekcji CSW Zamek Ujazdowski w Warszawie. Wykonuje również obiekty rzeźbiarskie.
W pracach zajmuje się otaczającą go rzeczywistością, którą łączy z fantastyką, groteską i czarnym humorem. Postaci w jego rysunkach są często zdeformowane, poddane mutacjom. Jako źródła inspiracji podaje Jakuba Woynarowskiego, Wiktora Striboga, Wojciecha Bąkowskiego, Moebiusa, Stanisława Szukalskiego, Stefana Żechowskiego, grupę Oneiron, Austina Osmana Spare, Leonorę Carrington, H.R. Gigera i Hordósa Boldizsára. Inspiruje go również literatura, szczególnie twórczość Grahama Ballarda, Thomasa Ligottiego, Gustava Meyrinka, Georgesa Bataille’a, Isolde Kurz, czy Marka Fishera. Jak mówi:
W moich pracach bardzo ważna jest opozycja pomiędzy światem zabezpieczonym i domkniętym a rzeczywistością w całej jej różnorodności, której przez tę wielość nie da się zabezpieczyć, opowiedzieć i domknąć. Myślę, że obsesyjnie szukam strasznych śladów, straszności w otaczającej mnie rzeczywistości.
Jego prace były prezentowane na takich wystawach, jak Późna polskość. Formy narodowej tożsamości po 1989 roku w CSW Zamek Ujazdowski, Niepokój przychodzi po zmierzchu w Zachęcie, czy w takich galeriach, jak CSW Kronika, Zonie Sztuki Aktualnej w Szczecinie, Miejskim Ośrodku Sztuki w Gorzowie Wielkopolskim, Muzeum Współczesnym we Wrocławiu, CAC w Wilnie, PLATO w Ostravie, Bunkrze Sztuki w Krakowie, Państwowej Galeria Sztuki w Sopocie, Galerii Oko/Ucho w Poznaniu.
Jego twórczość często ma charakter narracyjny. W 2021 nakładem włoskiego wydawnictwa Hollow Press ukazał się jego debiutancki komiks Postapoland oraz kolejny, Weird tales of Postapoland (2022). Jest również autorem okładek do książek (Antropocień. Filozofia i estetyka po końcu świata Andrzeja Marca), zinów i albumów muzycznych (Empty Room Miss Tibet, FOQL Dumpster Diving Know-How, Alameda 5 Duch tornada), projektów koszulek.
Jego prace znajdują się w kolekcjach publicznych, takich jak Zachęta – Narodowa Galeria Sztuki w Warszawie, Centrum Sztuki Współczesnej Zamek Ujazdowski, Zachęta Sztuki Współczesnej w Szczecinie, a także w zbiorach prywatnych.

## Twórczość muzyczna
Pod pseudonimem Porosty (dawniej Mchy i Porosty) tworzy muzykę elektroniczną. Występował na Unsound, Nowa Muzyka, Ephemera Festival, Festiwalu Przemiany (Centrum Nauki Kopernik, Warszawa). W 2023 występował w ramach trasy koncertowej z zespołami Gruzja i The Stubs.
Zrealizował słuchowiska Wsie, I wtedy okazało się, że umarłem, Praski sklepik z horrorami (prod. Teatr Powszechny w Warszawie), Morze ukryte i inne słuchowiska, przy których poza muzyką jest również autorem tekstów.
Inspiruje się muzyką industrialną z lat 80., minimal wave, ebm, ścieżkami muzycznymi do gier z lat 90.
Stworzył muzykę do spektaklu Krzysztofa Garbaczewskiego Sen nocy letniej (prod. Stary Teatr w Krakowie, 2022) i do filmu animowanego Jagody Czarnowskiej SHOW (2023). Jeden z jego utworów znalazł się na ścieżce dźwiękowej gry wideo Cyberpunk 2077. Zrealizował również soundtrack zatytułowany HDK 107 † Postapoland do swojego komiksu Postapoland. Album został wydany nakładem wytwórni Heimat Der Katastrophe.

## Wybrane wystawy indywidualne
- 2020 – Circle of life, The order of death, Piktogram, Warszawa[36]
- 2018 – Monster, Galeria Henryk, Kraków[37]
- 2016 – I wtedy okazało się, że umarłem, CSW Zamek Ujazdowski, Warszawa[38]
- 2016 – Historia rury oraz inne historie miłosne, CSW Kronika, Bytom, 2016[39]

## Wybrane wystawy w duecie
- 2022 – Statek kosmiczny wielki na pół wsi (z Tomaszem Zaskórskim), Miejsce Projektów Zachęta, Warszawa[40]
- 2021 – Psizm (z Bolesławem Chromrym), Łęctwo, Poznań[41]
- 2020 – Wiejskie śmieci (z Markiem Rachwalikiem), Iron Oxide, Częstochowa[42]

## Wybrane wystawy zbiorowe
- 2022 – Niepokój przychodzi po zmierzchu, Zachętą, Warszawa[43]
- 2019 – Kopnął mnie prąd, co robić (słuchowisko do wystawy prac z Kolekcji Zachęty Sztuki w Szczecinie), Zona Sztuki Aktualnej, Szczecin[44]
- 2017 – Późna polskość. Formy narodowej tożsamości po 1989 roku, CSW Zamek Ujazdowski, Warszawa[45]
- 2017 – Czarna plaża w moim sercu, Piktogram, Warszawa[46]

## Dyskografia
- 2015 – Bardzo ciepłe lato, wydawca: Pointless Geometry[47]
- 2016 – I Wtedy Okazało Się, Że Umarłem, wydawca: BDTA[48]
- 2016 – mikroporosty (wspólnie z micromelancolié), wydawca: Audile Snow[49]
- 2017 – Wsie, wydawca: Pointless Geometry[50]
- 2017 – Hypnagogic Polish Music For Teenage Mutants, wydawca: recognition[51]
- 2017 – Untitled, wydawca: Brutaż[52]
- 2018 – Sigh EP, wydawca: Transatlantyk[53]
- 2019 – The Dead Pterodactyl, wydawca: Kikimora Tapes[54]
- 2020 – Morze ukryte i inne słuchowiska, wydawca: Szara Reneta[55]
- 2020 – Нассать на мир [Piss On The World], wydawca: Not Not Fun[56]
- 2021 – Thy Ultra Magnetic Mighty Contract (split z Dogpatrol), wydawca: Syntetyk[57]
- 2021 – HDK 107 † Postapoland, wydawca: Heimat Der Katastrophe (Hollow Press)[58]
- 2022 – Loss & Los (split z Wiktorem Stribogiem), wydawca: New Sun (GAD Records)[59]